# Doctor Spin
Doctor Spin war ein einmaliges Projekt von Musical-Komponist Andrew Lloyd Webber und Musikproduzent Nigel Wright.

## Hintergrund
Doctor Spin veröffentlichte unter diesem Pseudonym 1992 die Eurodance-Single Tetris, die auf dem Soundtrack des gleichnamigen Game-Boy-Spiels von 1989 basiert. Die B-Seite war der Song Play Game Boy, während die CD-Version zusätzlich drei weitere Mixe umfasste. Die Plattenfirma Polydor veröffentlichte die Single.
Die Musik von Tetris wiederum basiert auf dem Stück Korobeiniki.
Die Single erreichte in den Single-Charts von Großbritannien Platz 6 und in Österreich Platz 23.

## Diskografie
- 1992: Tetris (Single, Polydor)